# Ogród farmakognostyczny w Poznaniu

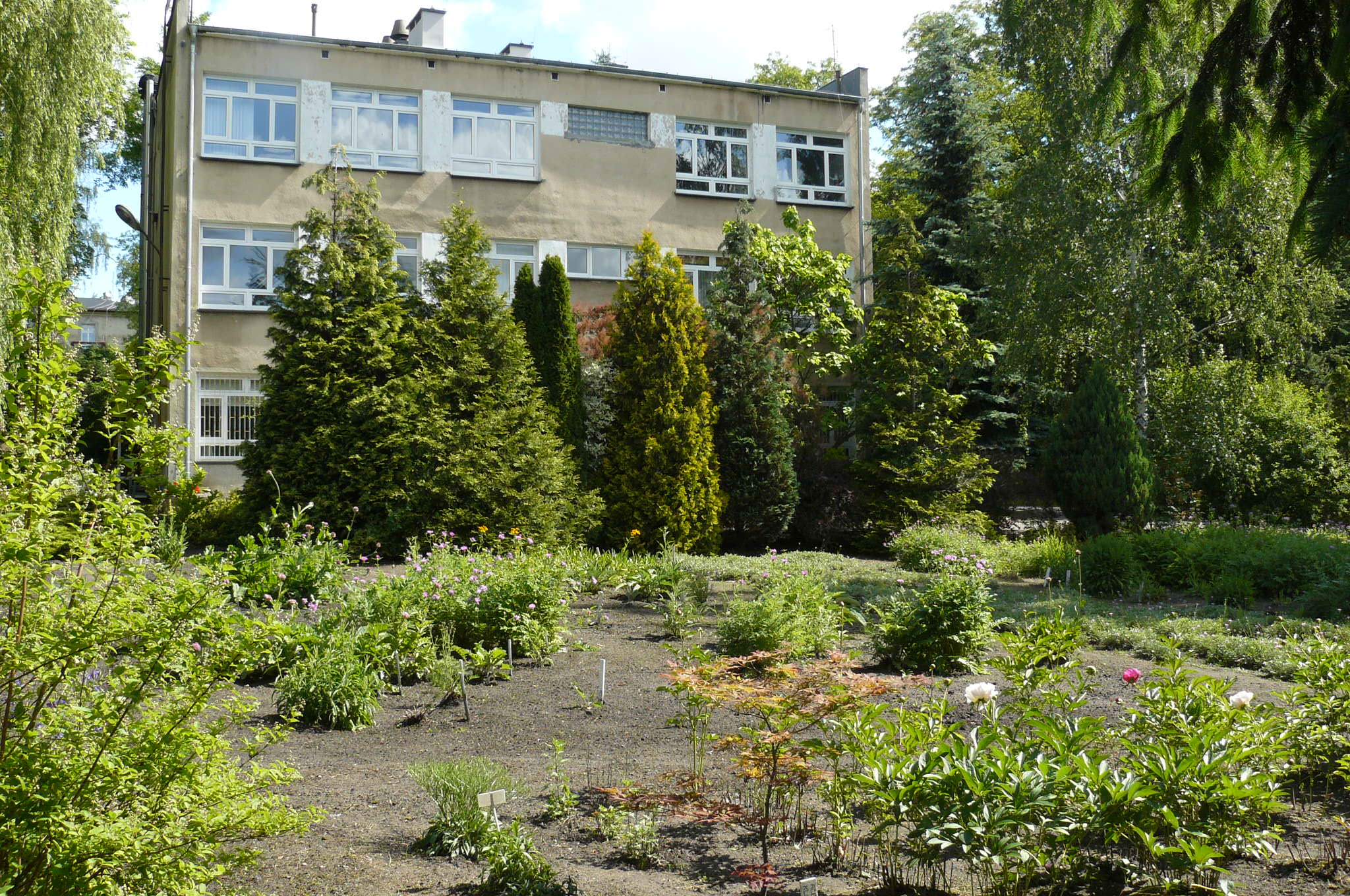
Ogród od strony Parku Sołackiego i ul. Małopolskiej

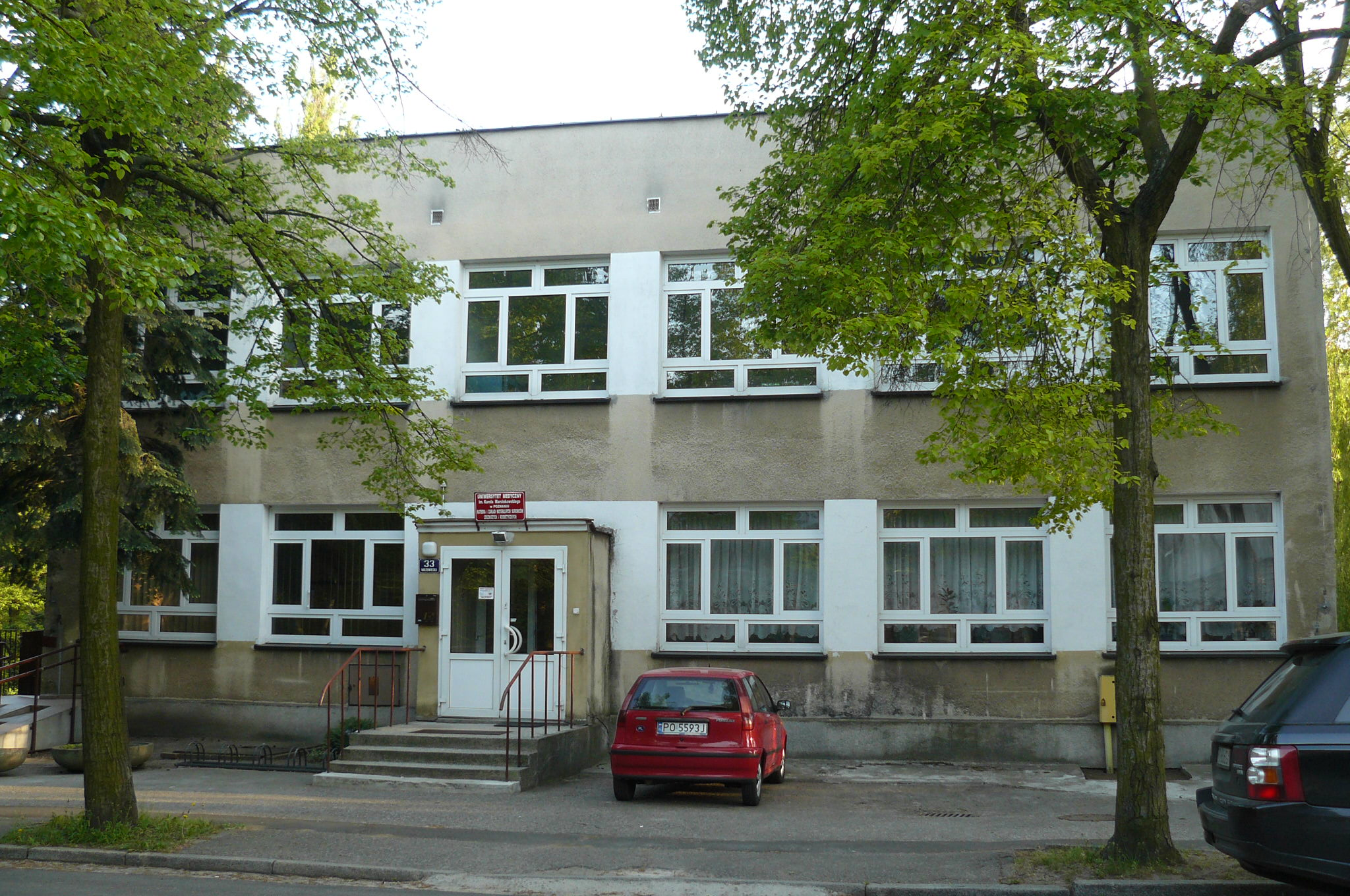
Budynek dydaktyczny z 1980 przy ul. Mazowieckiej 33

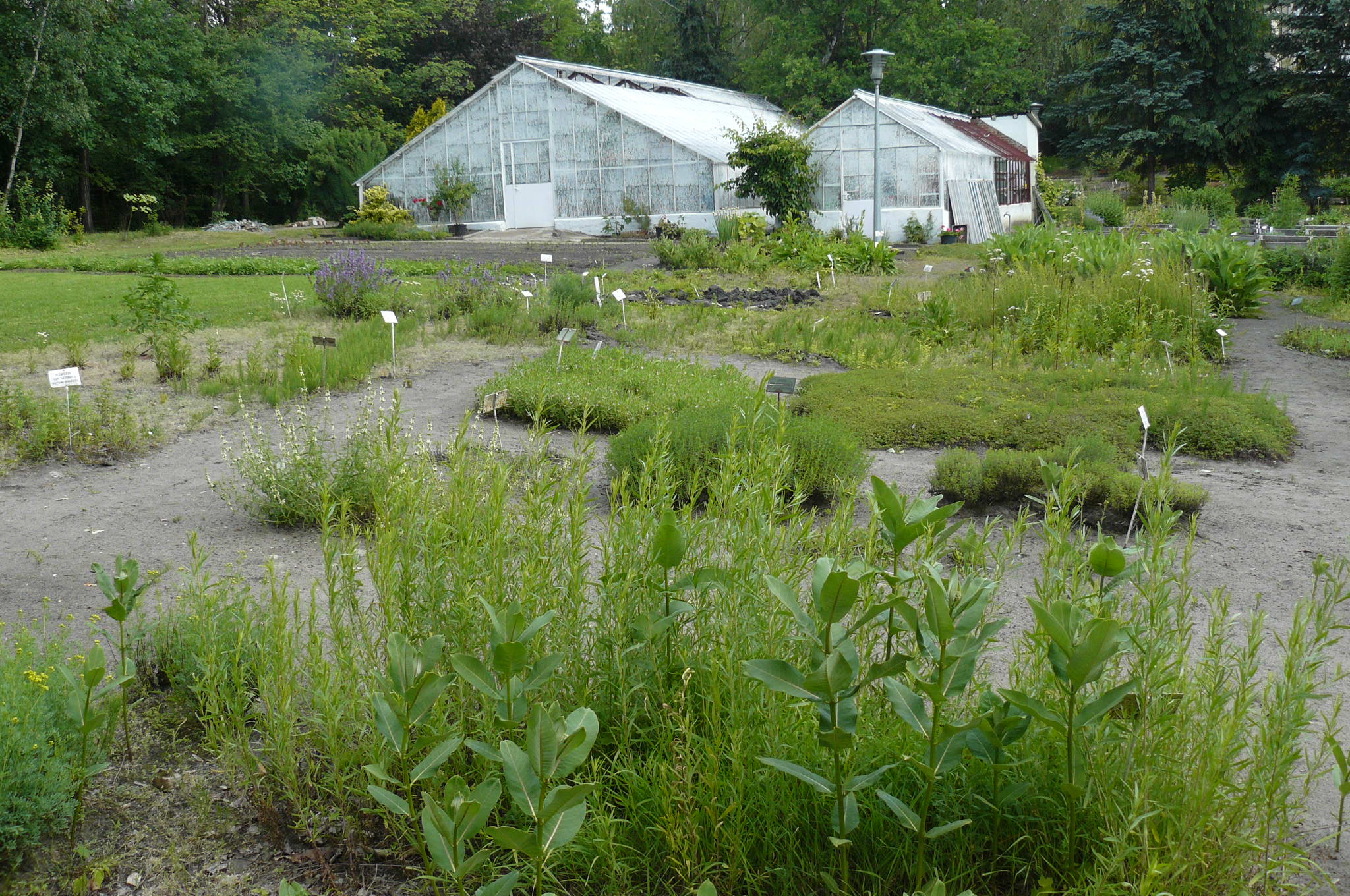
Ogród i szklarnie

Ogród farmakognostyczny w Poznaniu – ogród roślin leczniczych należący do Uniwersytetu Medycznego w Poznaniu, zlokalizowany przy Trasie Niestachowskiej na granicy Niestachowa i Sołacza (wejście od ul. Mazowieckiej 33, przez Katedrę i Zakład Naturalnych Surowców Leczniczych i Kosmetycznych). Stanowi zaplecze naukowe i doświadczalne dla studentów, lekarzy i przedstawicieli biznesu zielarskiego.

## Charakterystyka
Ogród Roślin Leczniczych powstał w 1925 przy Zakładzie Farmakognozji i Botaniki Oddziału Farmaceutycznego Wydziału Matematyczno-Przyrodniczego Uniwersytetu Poznańskiego. Inicjatorem założenia był prof. Zygmunt Pietruszczyński (starał się o to już od 1924). Początkowo ogród zajmował znacznie większą powierzchnię niż obecnie – całą działkę między ulicami Niestachowską, Małopolską, Kaszubską i Mazowiecką. Pierwszą utratę powierzchni zanotowano w czasie okupacji niemieckiej – ⅔ terenu zlikwidowano pod przebudowę Trasy Niestachowskiej, która przebiegała znacznie bardziej na zachód (za basenami).
1 maja 1952 Ogród włączono do Katedry Farmakognozji, powstałej w 1950 Akademii Medycznej (dziś Uniwersytetu Medycznego). W latach 70. XX w. jego powierzchnia została ponownie ograniczona, z uwagi na poszerzenie Trasy Niestachowskiej. Przeniesiono wtedy także wejście – dotąd było ono usytuowane od strony ul. Niestachowskiej, teraz jest od strony ul. Mazowieckiej. Rekompensatą za utratę powierzchni była budowa gmachu dydaktycznego w miejscu dotychczasowych baraków o niskim standardzie (przesądziło to o pozostawieniu ogrodu w obecnym miejscu, gdyż poważnie rozważano znalezienie nowej lokalizacji). Trójkondygnacyjny budynek ukończono w 1980.
Od 1961 do 1968 kierownikiem Ogrodu był doc. dr hab. Henryk Gerting, a po nim prof. dr hab. Bohdan Drożdż. Od 1970 Ogród Farmakognostyczny jest jednostką samodzielną. Katedra przeżywała poważny kryzys dydaktyczny po odejściu na emeryturę prof. Drożdża, ale uratowana została dzięki wkładowi pracy prof. Elżbiety Błoszyk.
Powierzchnia Ogrodu, po stratach z lat 70., wynosi 1,2 ha. Na terenie jednostki znajduje się około 1500 roślin zielarskich. Ogród był m.in. polem doświadczeń prof. Drożdża, odnośnie do wyodrębniania nowych związków z roślin (często były to związki opisane po raz pierwszy na świecie). Np. odkryte wtedy terpeny stanowiły ⅛ wszystkich związków naturalnych, znalezionych w roślinach polskich. Ogród podzielony jest na część dydaktyczną i naukową. Publikuje corocznie katalog uzyskanych w danym sezonie nasion uprawianych roślin do wymiany międzynarodowej. Studenci mają tu zajęcia z przedmiotu Leki pochodzenia naturalnego (poznają m.in. smak i zapach ziół). Oprócz poletek uprawnych istnieją tu inspekty i dwie szklarnie. Teren ogrodu jest różnorodny – są tu zarówno stanowiska kserofitów, jak i hygrofitów CZY roślin wodnych (w narożniku ulic Kaszubskiej i Małopolskiej istnieje oczko wodne). Oprócz ziół w ogrodzie rosną pnącza, krzewy i drzewa, np. miłorząb dwuklapowy i sekwoja.
Budynek dydaktyczny mieści sale ćwiczeń, zaplecze sanitarne, szatnie, suszarnię materiału roślinnego, pracownię nasienną, dwie sale laboratoryjne, salę seminaryjną (pod nieformalnym patronatem prof. Elżbiety Błoszyk) oraz mieszkania dla dozorcy-ogrodnika i sprzątaczki.
W pobliżu (po drugiej stronie Trasy Niestachowskiej) znajduje się także Ogród Dendrologiczny Uniwersytetu Przyrodniczego w Poznaniu.

## Dojazd
Dojazd zapewniają autobusy linii 164, 182, 193, 195, do przystanku Wojska Polskiego. Konieczne jest krótkie dojście.